# Mascot
Mascot – geograficzna nazwa dzielnicy (przedmieścia), położona na terenie samorządu lokalnego City of Botany Bay, wchodzącego w skład aglomeracji Sydney, w stanie Nowa Południowa Walia, w Australii.
W dzielnicy Mascot znajduje się największy w Australii port lotniczy, Kingsford Smith International Airport.

## Galeria

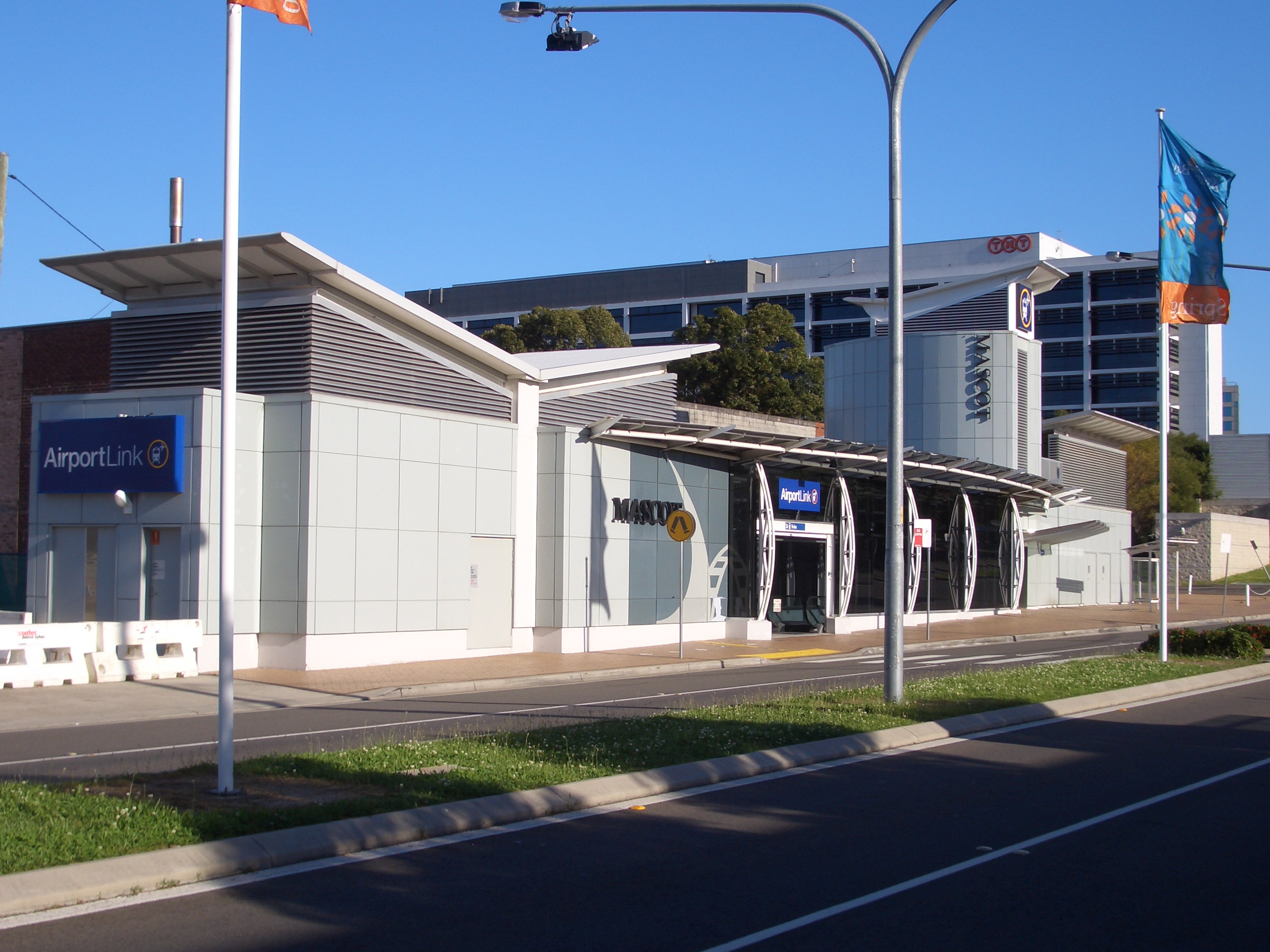
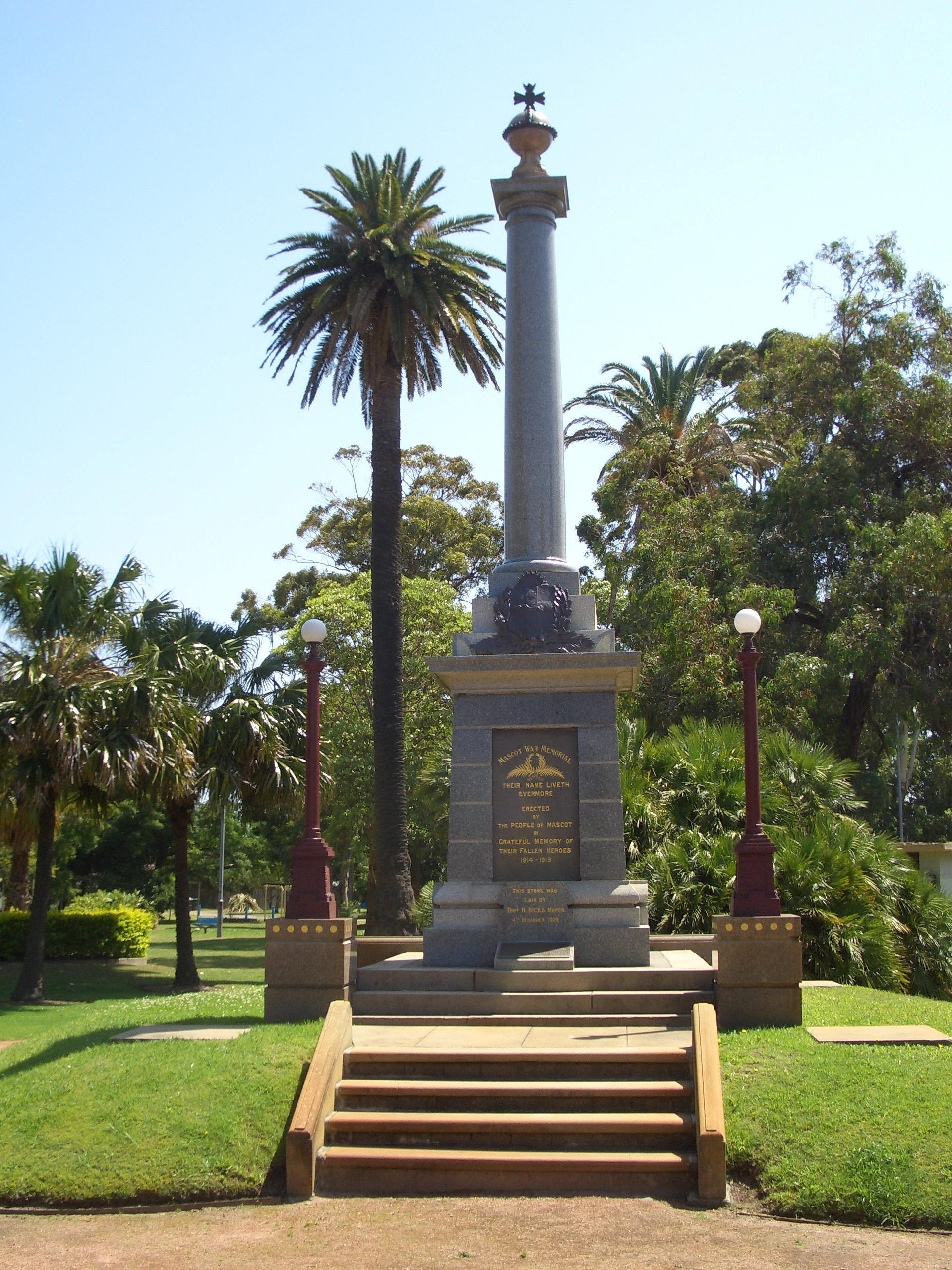
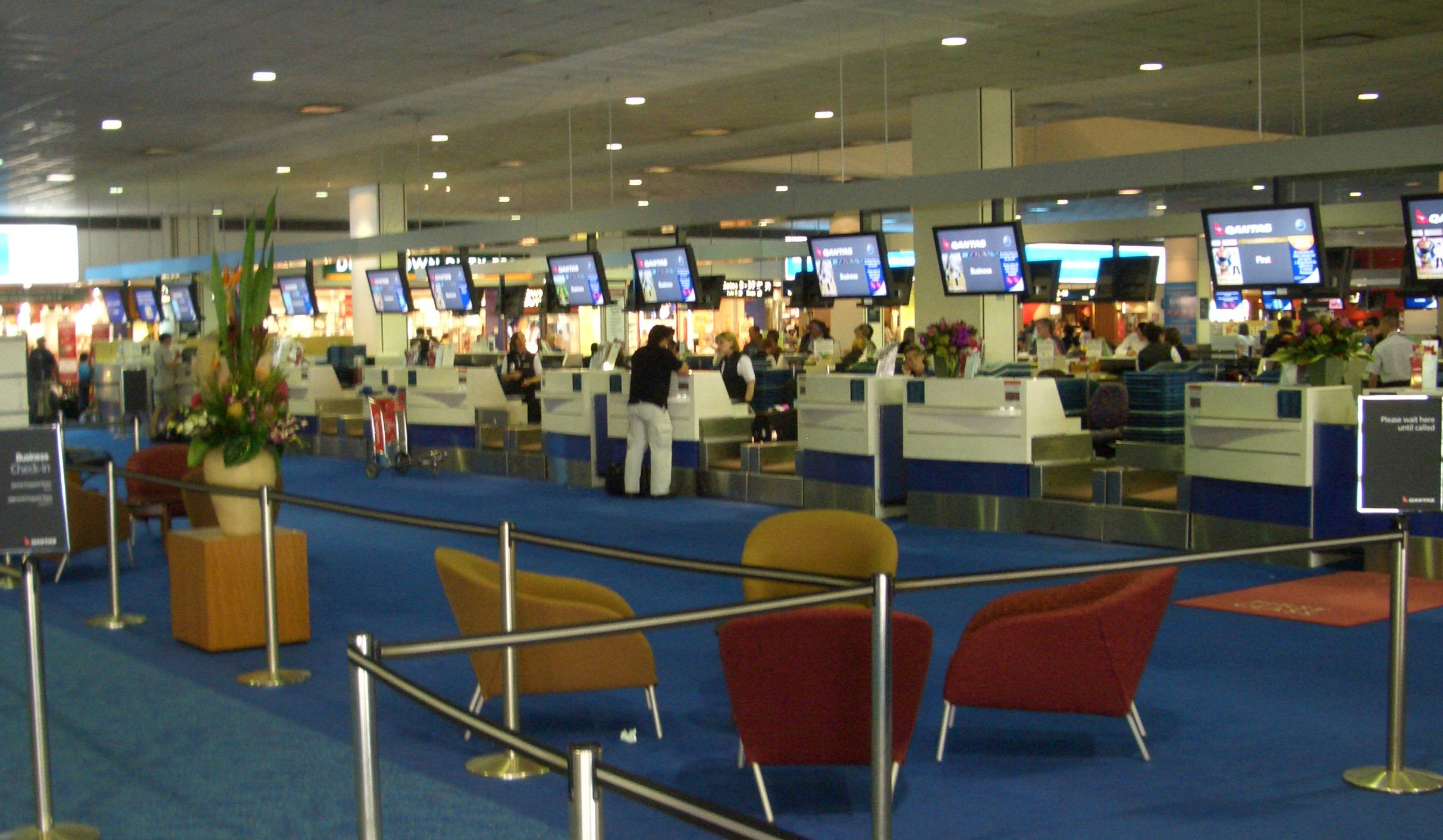